# 国司順正

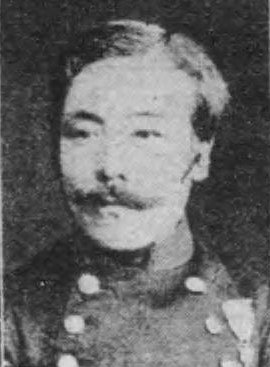
国司順正

国司 順正（くにし よりまさ、1842年2月20日（天保13年1月11日） - 1890年（明治23年）12月18日）は、日本の陸軍軍人、政治家。最終階級は陸軍少将。元老院議官、貴族院勅選議員。

## 経歴
山口県出身で、長州藩士。1871年7月31日（明治4年6月14日）御親兵創設時に上京し第7番大隊長に就任。1872年5月9日（明治5年4月3日）、陸軍少佐に任官した。
1874年（明治7年）1月、近衛歩兵第2連隊長となり、佐賀の乱に出征し、竹橋事件にも出動した。1878年（明治11年）11月、陸軍大佐に昇進し、翌月、近衛歩兵第1連隊長に就任。1880年（明治13年）4月、広島鎮台参謀長に発令され、翌年1月、熊本鎮台参謀長に転じた。
1882年（明治15年）2月、陸軍少将に進み熊本鎮台司令官に就任。1885年（明治18年）5月、歩兵第6旅団長となり、翌年7月10日に退任した。
その後、1888年（明治21年）11月20日、元老院議官に就任。1890年（明治23年）9月29日、貴族院議員に勅選され、同年12月に死去するまで在任した。同年10月20日、元老院が廃止され議官を非職となり錦鶏間祗候を仰せ付けられた。

## 栄典
位階
- 1874年（明治7年）2月18日 - 正六位[5]
- 1886年（明治19年）10月28日 - 従四位[6]
- 1890年（明治23年）12月18日 - 正四位[7]

勲章等
- 1889年（明治22年）11月25日 - 大日本帝国憲法発布記念章[8]

## 親族
- 養子 国司伍七（陸軍中将）